# Anu
Anu sau An este zeul sumerian al cerului (imaginat ca o emisferă goală de plumb), alcătuind în timpul primordial, cu soția sa Ki, cuplul cosmic An-Ki (Cer-Pamânt); (cf. babil. Anu).
An era inițial elementul masculin al dublei divinități născute de zeița fără bărbat Nammu (oceanul primordial; -> apa).
Ca personificare a cerului, Anu apare înainte de mileniul IV î.C.; ulterior, capătă sensul subst. cer (însemnat cu vechea hieroglifă sumeriană reprezentând o stea), dar si adj. înălțat sau chiar strălucitor, iar în anumite poziții sintactice și subst. ploaie.
Anu locuia în empireu (sfera cerească cea mai îndepărtată de Pământ, locuință a divinităților superioare), loc unde îi primea pe ceilalți zei la sfat. În mitologia akkadiană este zeul suprem și inițiator antropogenic. În variantă hurrită  este prezentat ca zeu tânăr și creator al vânturilor,  uzurpând tronul tatălui său Alalu. Este  mușcat de fiul său Kumarbi, care îi ia toată puterea. Iar  după  aceasta zboară definitiv în adâncul cerului, devenind deus otiosus.  
Deși este socotit tatăl tuturor zeilor, totuși Anu se trage dintr-o pereche mai veche Anșar (care simboliza totalitatea lucrurilor cerești) și Kașir (care simboliza totalitatea lucrurilor pământești). Aceștia, la rândul lor, se trag dintr-o pereche și mai veche: Lahmu și Lahamu. Abia aceștia ies dintr-o pereche inițiala: Apsu (apa care înconjoară pământul) și Tiamat (marea propriu-zisă).
Împreună cu Enlil și Ea a format prima triadă a panteonului babilonian. Iar împreună cu zeița Ishtar a fost zeul protector special al cetăților Uruk și Erech.